# Björkerödsbäcken
Björkerödsbäcken är ett naturreservat i Kristianstads kommun i Skåne län.
Området är naturskyddat sedan 2011 och är 75 hektar stort. I reservatet finns Björkerödsbäcken och bokskog.